# 丛林咖喱
丛林咖喱（英语使用或）是一道起源于泰国林区的咖喱。和很多其他泰国咖喱不同，此咖喱的传统配方通常不含椰浆，因为泰国北部的热带雨林中不产椰子。此咖喱的配方使其适合想要食用低饱和脂肪食物的人群。不过也有一些丛林咖喱含有椰浆。
丛林咖喱是一种很辣且汤液多的咖喱，具有特殊的浓郁口感。配料通常含有马蜂橙皮和叶、香茅、胡椒粒、高良姜、大蒜、水茄和辣椒。此咖喱最早用野猪肉制作，但现今更常用猪肉或鸡肉制作。